# Manu Gaidet
Manu Gaidet (né le 21 mars 1977 à Bourg-Saint-Maurice) est un guide de haute montagne, moniteur de ski et skieur freeride français. Il fut champion du monde en 2003, 2004 et 2005.
Une gamme de vêtements Rossignols est nommé en son honneur (MG). Lors de la campagne présidentielle de 2007 il a apporté son soutien au candidat Sarkozy.

## Palmarès
- 2003 - 2004 - 2005 : Trois fois champion du monde de ski freeride
- 2005 : Victoire aux Arcs ( France)
- 2005 : 2e du Grand Raid par équipe
- 2004 : Victoire à Whistler ( Canada)
- 2004 : 2e à Snowbird
- 2004 : 2e aux Championnats de Scandinavie
- 2004 : 2e du Grand Challenge par équipe
- 2004 : 5e à Kirwood ( États-Unis)
- 2004 : 6e de l'Xtreme de Verbier
- 2003 : Victoire à Whistler ( Canada)
- 2003 : Victoire aux Arcs ( France)